# Urville (Vosges)
Urville település Franciaországban, Vosges megyében. Lakosainak száma 55 fő (2022. január 1.). Urville Soulaucourt-sur-Mouzon, Aingeville, Médonville, Saint-Ouen-lès-Parey és Vrécourt községekkel határos.

## Népesség
A település népessége az elmúlt években az alábbi módon változott:
| Lakosok száma | 64   | 58   | 57   | 57   | 57   | 56   | 56   | 55   | 55   |
|               | 2013 | 2015 | 2016 | 2017 | 2018 | 2019 | 2020 | 2021 | 2022 |